# Stammliste des Clan Maxwell

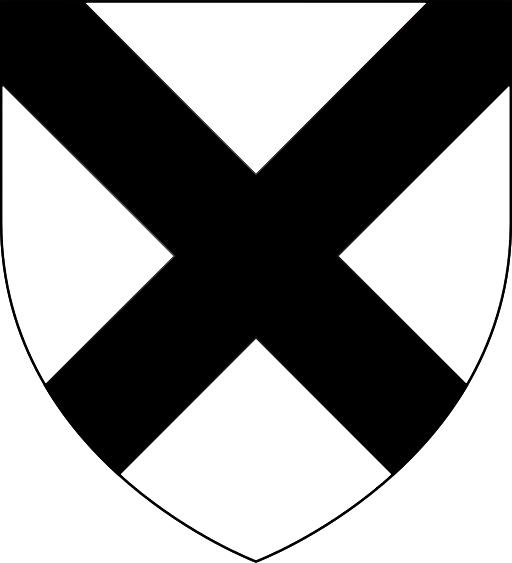
Stammwappen der Familie Maxwell

Stammliste des schottischen Adelsgeschlechtes Maxwell mit den in der Wikipedia vertretenen Personen und wichtigen Zwischengliedern.
Die Familie Maxwell führt ihre Abstammung auf „Maccus“, Sohn des Undwin, zurück, wahrscheinlich einer der normannischen Eroberer des 11. Jahrhunderts. Ab ca. 1150 waren seine Nachkommen mit Besitzungen um Melrose im Bereich der östlichen Scottish Borders angesiedelt. Der erste historisch belegte Familienangehörige war Herbert de Maccuswell, der um 1200 eine Kapelle in der Kelso Abbey stiftete.

## Stammliste der Familie Maxwell
1. Herbert de Maccuswell (um 1200)
  1. John de Maxwell, 1231 Chamberlain of Scotland († 1241)
  2. Sir Aymer de Maxwell, 1257 Chamberlain of Scotland († um 1266) ⚭ Mary de Mearns
    1. Sir Herbert de Maxwell, of Caerlaverock (⚔ 1298); → Nachkommen siehe unten: Maxwells of Caerlaverock
    2. Sir John Maxwell, of Calderwood, Dryps and Netherpollok
      1. Sir Robert Maxwell, of Pollok; → Nachkommen siehe unten: Maxwells of Pollok

    3. Edward Maxwell
    4. Sir Alexander Maxwell

### Maxwells of Caerlaverock
1. Sir Herbert de Maxwell, of Caerlaverock (⚔ 1298); → Vorfahren siehe oben
  1. Sir John de Maxwell, of Caerlaverock († nach 1307)
    1. Sir John de Maxwell, of Caerlaverock († nach 1346)
      1. Herbert Maxwell, of Caerlaverock († nach 1347)
      2. Sir John de Maxwell, of Caerlaverock († um 1373)
        1. Sir Robert de Maxwell, of Caerlaverock († um 1409)
          1. Sir Herbert de Maxwell, of Carlavenock (* vor 1365; † um 1420), ⚭ Katherine Stewart
            1. Jane Maxwell, ⚭ Sir William Douglas, 2. Laird of Drumlanrig
            2. Herbert Maxwell, 1. Lord Maxwell († um 1454), ⚭ I) N.N. Herries, ⚭ II) Catherine Seton
              1. Maria Maxwell, ⚭ Sir Thomas Kirkpatrick of Closeburn
              2. Catherine Maxwell, ⚭ Gilbert Kennedy, 1. Lord Kennedy
              3. Robert Maxwell, 2. Lord Maxwell († um 1485), ⚭ Janet Forrester
                1. John Maxwell, Master of Maxwell († 1484), ⚭ Janet Crichton
                  1. Janet Maxwell, ⚭ William Carlyle, 2. Lord Carlyle of Torthorwald
                  2. John Maxwell, 3. Lord Maxwell (um 1454–1513), ⚭ Agnes Stewart
                    1. Mary Maxwell, ⚭ James Johnstone, of Johnstone
                    2. Robert Maxwell, 4. Lord Maxwell (1493–1546), ⚭  I) Janet Douglas, ⚭ II) Lady Agnes Home
                      1. I) Hon. Margaret Maxwell († 1593), ⚭ I) Archibald Douglas, 6. Earl of Angus, ⚭ II) Sir William Baillie of Lamington
                      2. I) Robert Maxwell, 5. Lord Maxwell (1510–1552), ⚭ Lady Beatrix Douglas, Tochter des James Douglas, 3. Earl of Morton
                        1. Robert Maxwell, 6. Lord Maxwell (1551–1555)
                        2. John Maxwell, 7. Lord Maxwell (1553–1593), ⚭ Lady Elizabeth Douglas, Tochter des David Douglas, 7. Earl of Angus
                          1. Margaret Maxwell (* um 1578), ⚭ Sir John Wallace, of Craigie
                          2. Elizabeth Maxwell (1579–1639), ⚭ John Maxwell, 6. Lord Herries of Terregles
                          3. John Maxwell, 8. Lord Maxwell (1583–1613), ⚭ Lady Margaret Hamilton, Tochter des John Hamilton, 1. Marquess of Hamilton
                          4. Robert Maxwell, 1. Earl of Nithsdale, 9. Lord Maxwell (1586–1646), ⚭ Elizabeth Beaumont
                            1. Robert Maxwell, 2. Earl of Nithsdale, 10. Lord Maxwell (1620–1667)

                      3. I) Hon. Sir John Maxwell († 1583), ⚭ 1548 Agnes Herries, 4. Lady Herries of Terregles († 1594)
                        1. William Maxwell, 5. Lord Herries of Terregles (um 1555–1604), ⚭ Catherine Kerr
                          1. John Maxwell, 6. Lord Herries of Terregles († 1631), ⚭ Elizabeth Maxwell
                            1. Hon. Elizabeth Maxwell, ⚭ George Seton, 3. Earl of Winton
                            2. John Maxwell, 3. Earl of Nithsdale, 7. Lord Herries of Terregles (1677–1677), ⚭ Elizabeth Gordon
                              1. John Maxwell († 1658), ⚭ Elizabeth Glendoning, of Gelston
                                1. Elizabeth Maxwell, ⚭ Robert Maxwell, of Kirkhouse

                              2. William Maxwell († 1684), ⚭ Agnes Gordon, Tochter des Alexander Gordon, 5. Viscount of Kenmure
                              3. Robert Maxwell, 4. Earl of Nithsdale, 8. Lord Herries of Terregles († 1696), ⚭ Lady Lucy Douglas
                                1. Mary Maxwell († 1759), ⚭ Charles Stewart, 4. Earl of Traquair
                                2. William Maxwell, 5. Earl of Nithsdale, 9. Lord Herries of Terregles († 1744), ⚭ Lady Winifred Herbert
                                  1. William Maxwell († 1776), ⚭ Lady Catherine Stewart, Tochter des Charles Stewart, 4. Earl of Traquair, ⚭ Anne Fox
                                    1. I) Mary Maxwell († 1747)
                                    2. I) Lady Winifred Maxwell (um 1736–1801), ⚭ William Constable

                                  2. Lady Anne Maxwell († 1735), ⚭ John Bellew, 4. Baron Bellew

                            3. James Maxwell of Breconside; → Nachkommen: Maxwells of Breconside, Terraughtie, Munches and Carruchan
                            4. Frederick Maxwell

                          2. Sarah Maxwell, ⚭ Sir James Johnston of Johnston
                          3. Sir William Maxwell, ⚭ Barbara Johnstone
                          4. Sir Robert Maxwell

                        2. Hon. Sir Robert Maxwell of Spottis († 1615), ⚭ I) Elizabeth Gordon, ⚭ II) Sara Johnstone
                          1. I) Sir Robert Maxwell, 1. Baronet of Orchardtoun († 1681); → Nachkommen siehe unten: Maxwells of Orchardtoun

                        3. Hon. Edward Maxwell († 1598), ⚭ Margaret Baillie
                        4. Hon. James Maxwell († 1577)
                        5. Hon. John Maxwell of Newlaw, MP († 1587)
                        6. Hon. Elizabeth Maxwell († 1620), ⚭ I) Sir John Gordon of Lochinvar, ⚭ II) Sir Alexander Fraser of Philorth
                        7. Hon. Margaret Maxwell († 1617), ⚭ Mark Kerr, 1. Earl of Lothian
                        8. Hon. Agnes Maxwell († nach 1612), ⚭ Sir John Charteris, of Amisfield
                        9. Hon. Mary Maxwell († 1592), ⚭ William Hay, 6. Lord Hay of Yester
                        10. Hon. Sarah Maxwell (um 1576–1636), ⚭ I) Sir James Johnstone of that Ilk, ⚭ II) John Fleming, 1. Earl of Wigtown, ⚭ III) Hugh Montgomery, 1. Viscount Montgomery
                        11. Hon. Grisel Maxwell, ⚭ Sir Thomas MacLellan, of Bombie
                        12. Hon. Nicola Maxwell, ⚭ Sir William Grierson, of Larg

                  3. […]
                    1. William Maxwell, ⚭ Margaret Douglas
                      1. Herbert Maxwell of Cravens († nach 1609)
                      2. Robert Maxwell of Kirkhouse (⚔ 1583), ⚭ Nicolas Murray
                        1. William Maxwell of Kirkhouse († 1643)
                        2. Charles Maxwell
                        3. James Maxwell, 1. Earl of Dirletoun († 1650)
                          1. Lady Elizabeth Maxwell († 1659), ⚭ I) William Hamilton, 2. Duke of Hamilton, ⚭ II) Thomas Dalmahoy
                          2. Lady Diana Maxwell († 1675), ⚭ Charles Cecil, Viscount Cranborne

                        4. Robert Maxwell
                        5. David Maxwell

              4. Sir Edward Maxwell, ⚭ Margaret Munduell
                1. Edward Maxwell, ⚭ Egidia Douglas
                  1. Herbert Maxwell († vor 1492), ⚭ Margaret Douglas; → Nachkommen siehe unten: Maxwells of Monreith

            3. Aymer de Maxwell († 1456), ⚭ Janet of Kirkconnel; → Nachkommen: Maxwells of Kirkconnel

    2. Sir Eustace de Maxwell, of Caerlaverock († 1342)

#### Maxwells of Orchardtoun
1. I) Sir Robert Maxwell, 1. Baronet of Orchardtoun († 1681), ⚭ Anne MacLellan; → Vorfahren siehe oben: Maxwells of Caerlaverock
  1. Sir Robert Maxwell, 2. Baronet of Orchardtoun († 1693), ⚭ I) Janet Gordon, ⚭ II) Lady Anne Carey, Tochter des Henry Carey, 2. Earl of Monmouth, ⚭ III) Margaret Maxwell
    1. I) Sir George Maxwell, 3. Baronet of Orchardtoun († 1719), ⚭ Lady Mary Herbert, Tochter des William Herbert, 1. Marquess of Powis
    2. I) Elizabeth Maxwell, ⚭ James Butler of Stockton

  2. Thomas Maxwell († um 1704), ⚭ Elizabeth Glendinning
    1. Sir Robert Maxwell, 4. Baronet of Orchardtoun († 1729), ⚭ Agnes Maxwell
      1. Sir George Maxwell, 5. Baronet of Orchardtoun († 1746), ⚭ I) Margaret Blacklock , ⚭ II) Margaret Maxwell
        1. I) Robert Maxwell († um 1740)
        2. II) Sir Thomas Maxwell, 6. Baronet of Orchardtoun († 1761), ⚭ Henrietta Broun
        3. II) Barbara Maxwell, ⚭ John MacWilliam

      2. William Maxwell
      3. James Maxwell
      4. Mungo Maxwell, ⚭ Mary Cairns
        1. Sir Robert Maxwell, 7. Baronet of Orchardtoun († 1786), ⚭ N.N. McLellan
        2. Ann Maxwell
        3. Barbara Maxwell
        4. Henrietta Maxwell
        5. Elizabeth Maxwell
        6. Agnes Maxwell

      5. Robert Maxwell, of Blackbelly, ⚭ Elizabeth Maxwell
        1. Robert Maxwell, ⚭ Elizabeth Henry
          1. Robert Maxwell († 1805)
          2. William Maxwell (1755–nach 1795)

        2. William Maxwell
        3. Mungo Maxwell
        4. Ann Maxwell

      6. Mary Maxwell, ⚭ John Henise
      7. Jean Maxwell, ⚭ James Graham of Longbottom
      8. Elizabeth Maxwell (1701–1779), ⚭ Rev. William Irving

  3. Hugh Maxwell
  4. Anne Maxwell, ⚭ John MacLellan, 3. Lord Kirkcudbright

#### Maxwells of Monreith
1. Herbert Maxwell († vor 1492), ⚭ Margaret Douglas; → Vorfahren siehe oben: Maxwells of Caerlaverock
  1. William Maxwell
    1. Herbert Maxwell, ⚭ Margaret Maxwell
      1. John Maxwell († um 1605), ⚭ Agnes McCulloch
        1. John Maxwell († 1670), ⚭ Catherine Maxwell
          1. William Maxwell († 1670), ⚭ Margaret McCulloch
            1. John Maxwell, of Monreith († 1668), ⚭ Margaret Agnew
              1. William Maxwell († 1671)
              2. Agnes Maxwell, ⚭ Robert Gordon of Shirmers

            2. Sir William Maxwell, 1. Baronet of Monreith (um 1635–1709), ⚭ Elizabeth Hay
              1. Isabel Maxwell, ⚭ William Stewart
              2. Mary Maxwell († 1767), ⚭ Thomas Hay
              3. William Maxwell († 1707)
              4. John Maxwell, ⚭ Mary McGhie
                1. William Maxwell
                  1. Elizabeth Maxwell, ⚭ James Maxwell (* 1724)

              5. Elizabeth Maxwell, ⚭ Andrew Heron of Bargaly
              6. Sir Alexander Maxwell, 2. Baronet of Monreith († 1730), ⚭ Lady Jean Montgomerie
                1. Susan Maxwell († 1792), ⚭ Alexander Hay
                2. Margaret Maxwell, ⚭ N.N. Carruthers
                3. Elizabeth Maxwell, ⚭ John Crawford Balfour of Powmill
                4. Catharine Maxwell, ⚭ William Booth
                5. Sir William Maxwell, 3. Baronet of Monreith (um 1715–1771), ⚭ Magdalen Blair
                  1. Sir William Maxwell, 4. Baronet of Monreith († 1812), ⚭ Katharine Blair
                    1. Jane Maxwell († 1872), ⚭ John Maitland, of Freugh
                    2. Anne Maxwell, ⚭  William Murray, of Touchadam and Polmaise
                    3. Madeline Maxwell, ⚭ James du Pré
                    4. Lt.-Col. Sir William Maxwell, 5. Baronet of Monreith (1779–1838), ⚭ Catharine Fordyce
                      1. General Edward Herbert Maxwell († 1885), ⚭ Agnes Morgan Hay
                      2. Eustace Maxwell († 1857)
                      3. Catherine Helen Maxwell († 1882), ⚭ H. Hathorn
                      4. Louisa Cornwallis Maxwell († 1880), ⚭ Caledon George du Pré
                      5. Charlotte Queensberry Maxwell († 1889), ⚭ Filippo Calandra di Roccolino
                      6. Sir William Maxwell, 6. Baronet of Monreith (1805–1877), ⚭ Helenora Shaw-Stewart
                        1. Eleanora Louisa Maxwell († 1908), ⚭ Henry Macdowall, of Garthland
                        2. Catherine Shaw Stewart Maxwell († 1911)
                        3. Anne Murray Maxwell († 1920), ⚭ Robert Hathorn Johnston Stewart
                        4. Alan Eglantine Maxwell († 1921)
                        5. Sir Herbert Eustace Maxwell, 7. Baronet of Monreith (1845–1937), ⚭ Mary Fletcher-Campbell
                          1. William Maxwell (1869–1897)
                          2. Ann Christian Maxwell (1871–1937), ⚭ Sir John Stirling-Maxwell, 10. Baronet of Pollok (1866–1956)
                          3. Winifred Edith Maxwell (1873–1968), ⚭ Alastair Erskine Graham
                          4. Beatrice Mary Maxwell (1875–1938), ⚭ Ernest Robert Walker
                          5. Lt.-Col. Aymer Edward Maxwell (1877–1914), ⚭ Lady Mary Percy
                            1. Christian Maxwell (1910–1980)
                            2. Sir Aymer Maxwell, 8. Baronet of Monreith (1911–1987)
                            3. Eustace Maxwell (1913–1971), ⚭ Dorothy Vivien Bellville
                              1. Diana Mary Maxwell (* 1942)
                              2. Sir Michael Eustace George Maxwell, 9. Baronet of Monreith (1943–2021)

                            4. Gavin Maxwell (1914–1969), ⚭ Lavinia Joan Lascelles

                        6. Edward Adolphus Seymour Maxwell (1849–1866)

                    5. Major Hamilton Maxwell (1790–1829), ⚭ Mary Margaret Grierson
                      1. General William Robert Maxwell († 1892), ⚭ Caroline Delacombe
                      2. Alexander Charles Maxwell, ⚭ Amelia Helena Porch
                        1. Alexander Hamilton Keith Maxwell (1842–1907)
                          1. Henry Francis Maxwell (1873–1938)
                            1. Alexander Hamilton Maxwell (1908–1973)
                              1. Sir John Hamilton Maxwell, 10. Baronet of Monreith (* 1945), ⚭ Jeanette Eveline Badger
                                1. Ruth Frances Maxwell (* 1972)
                                2. Alexander Hamilton Maxwell (* 1974), ⚭ Anthea Whimsy Parsons
                                  1. Imogen Maxwell (* 2005)
                                  2. Lila Maxwell (* 2007)

                            2. Ian James Maxwell (* 1914)
                              1. James Maxwell (* 1950), ⚭ Madonna Maree Kinnane
                                1. Hamish Edward Maxwell (* 1990)
                                2. Oliver John Maxwell (* 1994)

                  2. Catharine Maxwell, ⚭ John Fordyce of Ayton
                  3. Jane Maxwell (1748–1812), ⚭ Alexander Gordon, 4. Duke of Gordon
                  4. William Maxwell (um 1751–1812)
                  5. Eglintoun Maxwell (um 1754–1803), ⚭ Sir Thomas Dunlop-Wallace

                6. Alexander Maxwell (1718–1730)
                7. James Maxwell (* 1724), ⚭ Elizabeth Maxwell
                  1. Admiral Sir Murray Maxwell († 1831), ⚭ Grace Callander Waugh
                    1. Admiral John Balfour Maxwell († 1874)
                    2. Mary Murray Maxwell (1813–1880), ⚭ Captain Charles Hallowell-Carew

                  2. Colonel Archibald Montgomerie Maxwell († 1845), ⚭ Mary Atlee

    2. Edward Maxwell († um 1566), ⚭ Elizabeth Maxwell
      1. Edward Maxwell
      2. James Maxwell
      3. Herbert Maxwell

  2. Edward Maxwell († um 1518)
    1. Edward Maxwell († um 1514)

### Maxwells of Pollok
1. Sir Robert Maxwell, of Pollok; → Vorfahren siehe oben
  1. Sir John Maxwell,  of Pollok († um 1360)
    1. Sir John Maxwell, of Pollok, ⚭ I) Elizabeth de Lindsay, ⚭ II) Elizabeth de Saint Michel
      1. I) Egidia Maxwell, ⚭ Sir James Scrymgeour, of Dudhope
      2. I) Sir John Maxwell, of Pollok, ⚭ N.N. Montgomery
        1. Thomas Maxwell, of Pollok
          1. John Maxwell, of Pollok († um 1490), ⚭ Margaret Borthwick
            1. John Maxwell, of Pollok, ⚭ Lady Elizabeth Stuart
              1. John Maxwell, of Pollok († 1517), ⚭ Margaret Blair
                1. John Maxwell, of Pollok, ⚭ Elizabeth Houston
                  1. Elizabeth Maxwell, of Pollok (1523–1592), ⚭ Sir John Maxwell, of Cowglen

                2. Katherine Maxwell, ⚭ John Fullerton of that Ilk

              2. Rt. Rev. Robert Maxwell, 1536 Bischof von Orkney
              3. George Maxwell, of Cowglen († um 1546), ⚭ Janet Maxwell of Tinwald
                1. Sir John Maxwell, of Cowglen (1524–1577), ⚭ Elizabeth Maxwell, of Pollok
                  1. Sir John Maxwell of Pollok († 1593), ⚭ Margaret Cuninghame
                    1. Agnes Maxwell, ⚭ John Boyle of Kelburn
                    2. Sir John Maxwell, 1. Baronet of Pollok († 1647), ⚭ I) Isabel Campbell, ⚭ II) Grizel Blair

                  2. William Maxwell of Cowglen († 1647)

              4. William Maxwell, of Carnwaderick, ⚭ Janet Culheart
                1. John Maxwell, of Carnwaderick

          2. Thomas Maxwell, of Auldhouse († nach 1517)
          3. Hugh Maxwell
            1. N.N. Maxwell
              1. N.N. Maxwell
                1. John Maxwell, of Auldhouse, ⚭ N.N. Dunlop
                  1. Rev. George Maxwell, of Auldhouse († 1648), ⚭ I) Janet Miller, ⚭ II) Jane Mure, ⚭ III) Janet Douglas of Waterside
                    1. I) John Maxwell, of Auldhouse († um 1666), ⚭ Elizabeth Stewart
                      1. Sir George Maxwell, of Auldhouse and Pollok († 1677), ⚭ Annabella Stewart
                        1. George Maxwell († 1688)
                        2. Margaret Maxwell († 1685)
                        3. Sir John Maxwell, 1. Baronet of Pollok (1648–1732), ⚭  Marian Stewart
                        4. Marian Maxwell (* 1649), ⚭ I) James Stewart, of Rosyth, ⚭ II) Sir Charles Murray, Baronet of Dreghorn
                        5. Annabella Maxwell (* 1657), ⚭ I) John Cathcart, of Carleton, ⚭ II) Sir Robert Pollok, of Pollok

                      2. Zacharias Maxwell, of Blawerthill († 1698), ⚭ Jean Maxwell
                        1. Sir John Maxwell, 2. Baronet of Pollok (1686–1752), ⚭ I) Lady Anne Carmichael, ⚭ II) Barbara Steuart, ⚭ III) Margaret Caldwell
                          1. I) Sir John Maxwell, 3. Baronet of Pollok (1720–1758)
                          2. I) Beatrix Maxwell (* 1795)
                          3. II) Annabella Maxwell (* 1728)
                          4. II) George Maxwell (* 1729)
                          5. II) Sir Walter Maxwell, 4. Baronet of Pollok (1732–1762), ⚭ D’Arcy Brisbane
                            1. Sir John Maxwell, 5. Baronet of Pollok (1761–1762)

                          6. II) Barbara Maxwell (* 1733)
                          7. II) Jean Maxwell (* 1733)
                          8. II) Sir James Maxwell, 6. Baronet of Pollok (1735–1785), ⚭ Frances Colhoun
                            1. Sir John Maxwell, 7. Baronet of Pollok (1768–1844), ⚭ Hannah Anne Gardiner
                              1. Sir John Maxwell, 8. Baronet of Pollok (1791–1865), ⚭ Lady Matilda Harriet Bruce, Tochter des Thomas Bruce, 11. Earl of Kincardine
                              2. Elizabeth Maxwell (1793–1822), ⚭ Archibald Stirling, of Keir and of Cadder
                                1. Sir William Stirling-Maxwell, 9. Baronet of Pollok (1818–1878)

                            2. Captain Robert Maxwell, of Pollok (1770–1796), ⚭  Margaret Cuningham-Fairlie
                            3. Frances Maxwell (1772–1797), ⚭ John Cuninghame, of Craigends
                            4. Barbara Maxwell (* 1773)

                          9. II) Barbara Maxwell (* 1736)

                    2. II) William Maxwell, of Kirkconnel and Annandale († um 1695), ⚭ Jane Stewart; → Nachkommen siehe unten: Maxwells of Springkell
                    3. III) Hugh Maxwell; → Nachkommen: Maxwells of Dalswinton

                  2. Patrick Maxwell, ⚭ Elizabeth Boyd

      3. I) William Maxwell, of Aikenhead
      4. I) Janet Maxwell, ⚭ Thomas Murray of Culbyne
      5. I) Sir Robert Maxwell, of Calderwood, ⚭ Elizabeth Denniston; → Nachkommen siehe unten: Maxwells of Calderwood
      6. I) Agnes Maxwell (* vor 1358), ⚭ Sir Gilbert Kennedy, of Dunure

#### Maxwells of Springkell
1. William Maxwell, of Kirkconnel and Annandale († um 1695), ⚭ Jane Stewart; → Vorfahren siehe oben: Maxwells of Pollok
  1. Sir Patrick Maxwell, 1. Baronet of Springkell (um  1640–1723), ⚭ I) N.N. Appleby, ⚭ I) Mary Gordon, Tochter des William Gordon, 6. Viscount of Kenmure
    1. II) Mary Maxwell, ⚭ James Douglas
    2. II) Sir William Maxwell, 2. Baronet of Springkell (1703–1760), ⚭ Catherine Douglas
      1. Helenora Maxwell, ⚭ Claud Alexander of Ballochmyle
      2. Catherine Maxwell († 1763)
      3. Sir William Maxwell, 3. Baronet of Springkell (um  1740–1804), ⚭ Margaret Stewart
        1. Catharine Maxwell (1767–1849), ⚭ Sir Michael Shaw-Stewart, 5. Baronet of Greenock and Blackhall
        2. Sir John Heron-Maxwell, 4. Baronet of Springkell (1772–1830), ⚭ Mary Heron, of Heron
          1. Elizabeth Heron-Maxwell († 1821), ⚭ Sir James Dalrymple-Hay, 2. Baronet of Park Place
          2. Margaret Stewart Heron-Maxwell († 1882)
          3. Jane Stuart Heron-Maxwell († 1886), ⚭ John Shaw Shaw-Stewart
          4. Mary Heron-Maxwell († 1876), ⚭ Sir James Dalrymple-Horn-Elphinstone, 2. Baronet of Horn and Westhall
          5. Helenora Catherine Heron-Maxwell († 1889), ⚭ Hew Drummond Elphinstone-Dalrymple
          6. William Heron-Maxwell (1803–1810)
          7. Sir Patrick Heron-Maxwell, 5. Baronet of Springkell (1805–1844)
          8. Sir John Heron-Maxwell, 6. Baronet of Springkell (1808–1885), ⚭ Caroline Stewart
            1. Louisa Susan Marlborough Heron-Maxwell († 1920), ⚭ Sir James Robert Walker, 2. Baronet
            2. Caroline Mary Heron Heron-Maxwell († 1922)
            3. Mary Katherine Dundonald Heron Heron-Maxwell († 1934)
            4. Edith Elphinstone Heron Heron-Maxwell († 1920), ⚭ Rev. George Napier
            5. Beatrice Ethel Heron Heron-Maxwell († 1939)
            6. Sir John Robert Heron-Maxwell, 7. Baronet of Springkell (1836–1910), ⚭ Caroline Harriett Howard-Brooke
              1. Gwendoline Heron-Maxwell († 1948), ⚭ Richard Bayley Chenevix Trench
              2. Maud Lucia Heron Heron-Maxwell († 1952), ⚭ William Marshall Cazalet
              3. Kathleen Edith Heron Heron-Maxwell († 1950)
              4. Muriel Heron Heron-Maxwell († 1956)
              5. Sir Ivor Walter Heron-Maxwell, 8. Baronet of Springkell (1871–1928), ⚭ Norah Henrietta Parker
                1. Jean Norah Heron-Maxwell (1911–1981), ⚭ Anthony Sancroft-Baker
                2. Helen Naomi Heron-Maxwell (1913–1983), ⚭ I) Francis Cecil Harold Allen, ⚭ II) Howard Dale Thomas
                3. Sir Patrick Ivor Heron-Maxwell, 9. Baronet of Springkell (1916–1982), ⚭ Dorothy Geraldine Emma Mellor
                  1. Sir Nigel Mellor Heron-Maxwell, 10. Baronet of Springkell (* 1944), ⚭ Mary Elizabeth Angela Ewing
                    1. David Mellor Heron-Maxwell, Younger of Springkell (* 1975)
                    2. Claire Louise Heron-Maxwell (* 1977)

                  2. Colin Mellor Heron-Maxwell (* 1952), ⚭ Angela Nister
                    1. Kirsten Diana Heron-Maxwell (* 1982)
                    2. Hayley Claudia Heron-Maxwell (* 1983)

                  3. Paul Mellor Heron-Maxwell (* 1957)

                4. Rachel Mary Heron-Maxwell (* 1922), ⚭ Roy Martin Macnab

            7. Robert Charles Heron Heron-Maxwell (1845–1846)
            8. Robert Charles Heron Heron-Maxwell (1848–1938)
            9. Arthur Wellington Heron Heron-Maxwell (1852–1923), ⚭ Alicia Blanche Buckle
            10. Spencer Horatio Walpole Heron Heron-Maxwell (1855–1907), ⚭  Beatrice Maude Emilia Eastwick

          9. Rev. Michael Maxwell-Heron (1809–1873), ⚭ Charlotte Frances Burgoyne
            1. Harriet Maxwell-Heron († 1925)
            2. Stuart Mary Maxwell-Heron († 1888)
            3. John Heron Maxwell-Heron, of Heron and Kirroughtree (1836–1899), ⚭ Marguerita Stancomb
              1. Violet Bridget Heron Maxwell-Heron († 1929), ⚭ Arthur Charles Wombwell
              2. Lt.-Col. Guy Heron Maxwell-Heron (1871–1944)
                1. Basil Charles Montague Maxwell-Heron (1878–1916), ⚭ Mary O’Byrne
                  1. Guy John Ewen Maxwell-Heron (1905–1968), ⚭ I) Vera Ismay Pereira, ⚭ I) Moria Kathleen Brown
                  2. Rita Steuart Mary Maxwell-Heron (* 1905), ⚭ Antony William Hamilton Nelson

            4. Commander Frederick William Burgoyne Maxwell-Heron (1838–1918), ⚭ Louisa Annie Paterson
              1. Charlotte Margaretta Maxwell-Heron, ⚭ Commander Charles Albert Carey

          10. Charles Douglas Heron-Maxwell (1813–1824)
          11. Robert Heron Heron-Maxwell (1815–1828)
          12. Edward Heron-Maxwell-Blair, of Teviot Bank (1821–1890), ⚭ Elizabeth Ellen Stopford-Blair
            1. Mira Heron-Maxwell (1848–1931)
            2. John Shaw Heron-Maxwell (1850–1899)
            3. Lt.-Col. William Henry Stopford Heron-Maxwell of Teviot Bank (1852–1927), ⚭ Adeline Helen Hanbury
              1. Elizabeth Marion Heron-Maxwell, ⚭ Edmund Joseph Stapleton-Bretherton
              2. Helen Alice Heron-Maxwell († 1932)
              3. Nora Heron-Maxwell († 1935)
              4. Mary Adeline Heron-Maxwell, ⚭ Lt.-Col. Cecil George Arkwright

            4. Patrick Heron-Maxwell of Teviot Bank (1856–1936), ⚭ Frances Jane Cockburn
            5. Stuart Mary Heron-Maxwell (1858–1891), ⚭ John Clarence Hay Pierson
            6. Jane Elizabeth Heron-Maxwell (1859–1921)
            7. Helenora Catherine Heron-Maxwell (1862–1941), ⚭ George Stehn
            8. Elizabeth Ellen Heron-Maxwell (1864–1879)
            9. Edward James Heron-Maxwell, of Teviot Bank (1866–1949), ⚭ Constance Violet Blois
              1. John Edward Blois Heron-Maxwell (1899–1925)
              2. Margaret Violet Heron-Maxwell (1901–1962), ⚭  John P. T. Fisher
              3. Patrick Archibald Heron-Maxwell (1903–1935)

            10. Margaret Emily Heron-Maxwell (1870–1949), ⚭ Harold William Kemble
            11. Georgina Florence Heron-Maxwell (* 1873), ⚭ Lt.-Col. Ralph Brunton Umfreville

  2. Robert Maxwell
  3. Agnes Maxwell, ⚭ 1657 Dr. John Colquhoun
  4. Mary Maxwell, ⚭ 1680 John Maxwell of Broomholm

#### Maxwells of Calderwood
1. Sir Robert Maxwell, of Calderwood, ⚭ Elizabeth Denniston; → Vorfahren siehe oben: Maxwells of Pollok
  1. Sir John Maxwell, 5. Laird of Calderwood, 1. Laird of Newark (um 1420–1476), ⚭ Margaret Borthwick
    1. Sir John Maxwell, of Calderwood († 1490), ⚭ Janet Boyd
      1. Mariot Maxwell († um 1472), ⚭ Robert Boyd, 1. Lord Boyd
      2. Sir Gavin Maxwell, of Calderwood († 1492), ⚭ Elizabeth
        1. Sir Robert Maxwell, of Calderwood († 1531), ⚭ Sibella Carmichael
          1. Sir John Maxwell, of Calderwood († 1571), ⚭ I) Elizabeth Hamilton, ⚭ II) Elizabeth Stewart
            1. I) Sir James Maxwell, of Calderwood († 1622), ⚭ I) Helen Porterfield, ⚭ II) Isabel Hamilton
              1. II) Sir James Maxwell, 1. Baronet of Calderwood († um 1670), ⚭ I) Jean Hamilton, ⚭ II) Mary Coattes
                1. II) Sir William Maxwell, 2. Baronet of Calderwood (um 1640–1703), ⚭ Jean Maxwell

              2. II) Sir Alexander Maxwell, of Saughton, ⚭ Janet Moodie
                1. Jean Maxwell, ⚭ Sir William Maxwell, 2. Baronet of Calderwood (um 1640–1703)

              3. III) Colonel John Maxwell (⚔ 1650), ⚭ Elizabeth Elphinstone
                1. Sir William Maxwell, 3. Baronet of Calderwood († um 1716), ⚭ Margaret Wood
                  1. Sir William Maxwell, 4. Baronet of Calderwood († 1750), ⚭ Christian Stewart
                    1. Sir William Maxwell, 5. Baronet of Calderwood († 1789), ⚭ Grizel Peadie
                      1. Sir William Maxwell, 6. Baronet of Calderwood (1748–1829), ⚭ Hannah Leonora Pasley

                    2. Colonel John Maxwell
                    3. Alexander Maxwell, ⚭ Mary Clerk
                      1. General Sir William Maxwell, 7. Baronet of Calderwood (1754–1837), ⚭ Isabella Wilson
                        1. Robert Wilson Maxwell († 1851)
                        2. Henry Maxwell († 1853)
                        3. Sir William Alexander Maxwell, 8. Baronet of Calderwood (1793–1865), ⚭ Catherine Cameron Logan
                        4. Sir Hugh Bates Maxwell, 9. Baronet of Calderwood (1797–1870), ⚭ Mary Anne Barbara Hunter
                          1. Sir William Maxwell, 10. Baronet of Calderwood (1828–1885), ⚭ Jane Baird

            2. I) Very Rev. Robert Maxwell, Dean of Armagh, ⚭ Susan Armstrong
              1. Rt. Rev. Robert Maxwell († 1672), 1643 Bischof von Kilmore, 1661 Bischof von Ardagh, ⚭ Margaret Echlin
                1. Rev. Henry Maxwell, ⚭ Anne Stewart
                  1. John Maxwell, 1. Baron Farnham († 1759), ⚭ Judith Barry; → Nachkommen siehe unten: Maxwells of Farnham
                  2. Captain Robert Maxwell, ⚭ Grace Leavens
                    1. Margaret Maxwell, ⚭ Alderman John Tew
                    2. Mary Maxwell, ⚭ Maxwell Close
                    3. Isabella Maxwell, ⚭ Hector Graham
                    4. Anne Maxwell, ⚭ Robert Bowyer

                  3. Jane Maxwell, ⚭ Rt. Hon. H. Maxwell

                2. James Maxwell, ⚭ Jane Maxwell
                  1. Rev. Robert Maxwell († 1737)

                3. Margaret Maxwell, ⚭ Henry Maxwell (Sohn des James Maxwell und der Jane Norris)
                4. John Maxwell († 1713)
                5. William Maxwell, 1691 High Sheriff of County Monaghan; → Nachkommen: Maxwells of Falkland
                6. Jane Maxwell, ⚭ Rev. Simon Chichester

              2. Henry Maxwell, ⚭ Jane Echlin
                1. Jane Maxwell, ⚭ James Maxwell (Sohn des Rt. Rev. Robert Maxwell († 1672))

              3. James Maxwell of Mullatinny, ⚭ Jane Norris
                1. Henry Maxwell of Mullatinny, ⚭ Margaret Maxwell
                  1. Margaret Maxwell, ⚭ I) Sir Robert Maxwell, 2. Baronet of Orchardtoun, ⚭ II) James Butler

              4. Elizabeth Maxwell, ⚭ Robert Berkeley
              5. Phoebe Maxwell

            3. Mariot Maxwell († um 1609), ⚭ Michael Carlyle, 4. Lord Carlyle of Torthorwald († 1575)

          2. Robert Maxwell, of Calderwood († 1568), ⚭ Isabel Elphinstone
          3. Janet Maxwell, ⚭ John Hamilton, 2, Laird of Haggs

        2. William Maxwell; → Nachkommen siehe unten: Maxwells of Cardoness

    2. George Maxwell, 2. Laird of Newark (* um 1450); → Nachkommen siehe unten: Maxwells of Newark

##### Maxwells of Farnham
1. John Maxwell, 1. Baron Farnham († 1759), ⚭ Judith Barry; → Vorfahren siehe oben: Maxwells of Calderwood
  1. Robert Maxwell, 1. Earl of Farnham († 1779), ⚭ Henrietta Cantillon
    1. Lady Henrietta Maxwell († 1852), ⚭ Rt. Hon. Denis Daly
    2. John Maxwell, Viscount Maxwell (1760–1778)

  2. Barry Maxwell, 1. Earl of Farnham († 1800), ⚭ I) Margaret King, ⚭ II) Grace Burdett
    1. I) Lady Anne Maxwell, ⚭ Richard Fox
    2. I) Lady Judith Maxwell († 1818)
    3. I) John James Maxwell, 2. Earl of Farnham (1760–1823), ⚭ Grace Cuffe
    4. II) Lady Grace Maxwell († 1866), ⚭ Sir Ralph St. George Gore, 7. Baronet
    5. II) Lady Elizabeth Maxwell († 1782)

  3. Rt. Rev. Henry Maxwell († 1798), ⚭ Margaret Foster
    1. John Maxwell-Barry, 5. Baron Farnham (1767–1838), ⚭ Lady Juliana Lucy Annesley, Tochter des Arthur Annesley, 1. Earl of Mountnorris
    2. Henry Maxwell, 6. Baron Farnham (1774–1838), ⚭ Lady Anne Butler
      1. Hon. Sarah Juliana Maxwell († 1870), ⚭ Alexander Saunderson
      2. Hon. Anne Maxwell († 1857), ⚭ W. M. Bayly
      3. Henry Maxwell, 7. Baron Farnham (1799–1868), ⚭ Hon. Anna Frances Esther Stapleton, Tochter des Thomas Stapleton, 12. Baron le Despenser
      4. Somerset Maxwell, 8. Baron Farnham (1803–1884), ⚭ I) Dorothea Pennefather, ⚭ I) Mary Anne Delap
      5. Hon. Harriet Margaret Maxwell (1805–1880), ⚭ I) Edward Ward, 3. Viscount Bangor, ⚭ II) Major Andrew Savage Nugent
      6. James Maxwell, 9. Baron Farnham (1813–1896)
      7. Hon. Richard Thomas Maxwell (1815–1874), ⚭ Charlotte Anne Elrington
        1. Hon. Anna Frances Maxwell († 1937), ⚭ Thomas Cosby Burrowes
        2. Hon. Isabella Sarah Maxwell († 1902), ⚭ James Hugh Moore Garrett
        3. Somerset Maxwell of Calderwood, 10. Baron Farnham (1849–1900), ⚭ Lady Florence Jane Taylour (1855–1907), Tochter des Thomas Taylour, 3. Marquess of Headfort
          1. Hon. Barry Somerset Maxwell (1876–1897)
          2. Arthur Maxwell of Calderwood, 11. Baron Farnham (1879–1957), ⚭ Aileen Selina Coote (1878–1964)
            1. Lt.-Col. Hon Somerset Arthur Maxwell, MP (1905–1942), ⚭ (Angela) Susan Roberts
              1. Barry Maxwell of Calderwood, 12. Baron Farnham (1931–2001), ⚭ (Diana) Marion Gunnis
              2. Simon Maxwell of Calderwood, 13. Baron Farnham (* 1933), ⚭ Karol Anne Prior-Palmer († 2014)
                1. Hon. Robin Somerset Maxwell (* 1965), ⚭ Tessa M. Shepherd
                  1. Jamie Maxwell
                  2. Archie George Kenlis Maxwell (* 1999)
                  3. Isabella Maxwell

                2. Hon. Mark Erroll Maxwell (* 1968)
                3. Hon. Lorna Suzanna Katherine Maxwell (* 1968)

              3. Hon. Sheelin Virginia Maxwell (* 1937), ⚭ David Knollys, 3. Viscount Knollys

            2. Hon. Barry Charles William Maxwell (1909–1916)
            3. Hon. Arthur Edward Maxwell (1913–1918)
            4. Hon. Marjory Florence Maxwell (1909–1939), ⚭ Brig Lancelot Merivale Gibbs (1889–1966)
            5. Hon. Verena Aileen Maxwell (1907–1995), ⚭ I) Charles Lambert Crawley († 1935), ⚭ II) Major Sir Mark Vane Milbank, 4. Baronet

          3. Hon. Edward Saunderson John Maxwell (1889–1907)
          4. Vice-Admiral Hon. Sir Denis Crichton Maxwell (1892–1970), ⚭ Theodora Mary Hickling († 1986)
            1. Hon. Zoe Emma Maxwell (1881–1968)
            2. Hon. Stella Frances Maxwell (1886–1966)

        4. Harriet Elizabeth Maxwell (1854–1875)
        5. Colonel Hon. Henry Edward Maxwell (1857–1919), ⚭ Edith Augusta Emily Cosby († 1944)
          1. Ismay Alice Maxwell (1888–1955)
          2. Richard Sydney Somerset Maxwell (1893–1967)

  4. Hon. Anne Maxwell, ⚭ Owen Wynne

##### Maxwells of Cardoness
1. William Maxwell; → Vorfahren siehe oben: Maxwells of Calderwood
  1. [...]
    1. Maj. John Maxwell, of Cardoness, ⚭ N.N. Irving
      1. Sir David Maxwell, 1. Baronet of Cardoness († 1825), ⚭ Henrietta Maxwell
        1. William Maxwell († 1801)
        2. Sir David Maxwell, 2. Baronet of Cardoness (1773–1860), ⚭ Georgina Martin
          1. Sir William Maxwell, 3. Baronet of Cardoness (1809–1886), ⚭ I) Mary Sprot, ⚭ II) Louisa Maria Shakerley
            1. I) Sir William Francis Maxwell, 4. Baronet of Cardoness (1844–1924)
              1. Dorothea Letitia Maxwell

      2. Col. Christopher Maxwell, ⚭ Grizel Hunter

##### Maxwells of Newark
1. George Maxwell, 2. Laird of Newark (* um 1450); → Vorfahren siehe oben: Maxwells of Calderwood
  1. Catherine Maxwell, ⚭ James Douglas, 3. Laird of Mains
  2. Patrick Maxwell, 3. Laird of Newark (1470–1522)
    1. John Maxwell, 1. Laird of Dargavel († um 1556), ⚭ Marjory Colquhoun
    2. George Maxwell, 4. Laird of Newark, ⚭ Marion Cuninghame
      1. Patrick Maxwell, 5. Laird of Newark († um 1593), ⚭ Margaret Crawford
        1. George Maxwell, of Newark and Tealing, ⚭ Helen Maxwell
          1. George Maxwell, of Newark
          2. Sir Patrick Maxwell, of Newark, ⚭ Marion Campbell
            1. Helen Maxwell, ⚭ Sir Colin Campbell, 1. Baronet of Ardkinglass
            2. George Maxwell, of Newark, ⚭ Elizabeth Sempill, of Beltrees
              1. John Maxwell, of Newark and Tealing, ⚭ Margaret Napier, of Kilnmahew
                1. Margaret Maxwell (* um 1672), ⚭ Dugald Campbell, 6. Laird of Kilmory

          3. Margaret Maxwell (um 1603–nach 1638), ⚭ Rev. Dugald Campbell, of Knapdale

        2. Margaret Maxwell, ⚭ Sir Ludovic Houston, of Houston

      2. N.N. Maxwell, ⚭ Mungo Colquhoun

    3. Janet Maxwell, ⚭ James Stewart of Ardgowan and Blackhall
    4. Margaret Maxwell, ⚭ John Walkinshaw of that Ilk
    5. Isobel Maxwell, ⚭ Robert Porterfield